# Kopimaskine
En kopimaskine er en kontormaskine, som kan fremstille papirkopier af dokumenter eller billeder. Ikke at forveksle med den tidligere kopieringsteknik, kaldet photostat eller fotostat.
Verdens første kopimaskine så dagens lys 22. oktober 1938 i Astoria, Queens. I hvert fald står der "10-22-38 Astoria" på verdens første elektroniske kopimaskine. Patentindehaveren hed Chester F. Carlson. Han søgte efter et firma, som kunne tænke sig at videreudvikle hans idé. Haloid, et firma som lavede fotopapir, var interesserede. På et tidspunkt skiftede Haloid navn til Xerox. På engelsk er "a xerox" synonymt med en kopi.
I dag findes der et antal hovedaktører, de fleste er japanske firmaer. En ejendommelighed, som findes i branchen er, at samme maskine gennem opkøb sælges under flere forskellige betegnelser. Et eksempel er kopimaskinefabrikanten Ricoh, som sælger under navne som Ricoh, Nashuatec, Savin, Gestetner, Lanier og Rex-Rotary.
I begyndelsen af 2000'erne blev kopimaskiner med digital teknik mere almindelige, hvor kopimaskinen hovedsageligt består af en integreret billedlæser og en laserskriver. En kopimaskine udskiller små mængder ozon.

## DPI (Dots per inches)
For at kunne måle kvaliteten af en kopimaskines print bruger man et måleenhed, der kaldes DPI. Det står for Dots per Inches og angiver dermed, hvor mange prikker pr. tomme, der er på papiret. DPI kan sige noget om skarpheden på printet og jo højere DPI, jo bedre kvalitet. Indenfor DPI er der tre standarder. 600 DPI som almindeligvis bruges til hverdagsprint, 1200 DPI hvilket oftest bruges i virksomheder, som har brug for en lidt højere kvalitet og 2400 DPI bliver hovedsageligt brugt af folk, der har brug for den bedste kvalitet - det kunne være grafiske designere.